# Клепалівська сільська рада
Клепалі́вська сільська́ ра́да — колишній орган місцевого самоврядування в Буринському районі Сумської області. Адміністративний центр — село Клепали.

## Загальні відомості
- Населення ради: 883 особи (станом на 2001 рік)

## Населені пункти
Сільській раді були підпорядковані населені пункти:
- с. Клепали
- с. Ігорівка

## Склад ради
Рада складалася з 12 депутатів та голови.
- Голова ради: Притико Микола Васильович
- Секретар ради: Красуля Валентина Миколаївна

### Керівний склад попередніх скликань
| Прізвище, ім'я, по батькові   | Основні відомості                                                         | Дата обрання | Дата звільнення |
| ----------------------------- | ------------------------------------------------------------------------- | ------------ | --------------- |
| Притико Микола Васильович     | Сільський голова, 1953 року народження, освіта вища                       | 26.03.2006   | 31.10.2010      |
| Пономаренко Андрій Вікторович | Сільський голова, 1953 року народження, освіта вища, член Партії регіонів | 31.10.2010   |                 |

Примітка: таблиця складена за даними сайту Верховної Ради України